# Staphylococcus capitis
Staphylococcus capitis è un batterio Gram-positivo, asporigeno, coagulasi-negativo, della famiglia Staphylococcaceae, compreso nel genere Staphylococcus. Fa parte della normale flora cutanea umana in cuoio capelluto, viso, collo e orecchie ed è stato associato a endocardite su protesi valvolare ma è raramente associato a un'infezione nativa della valvola.

## Importanza clinica
Questo batterio produce un film viscido su dispositivi medici quali protesi valvolari e cateteri ed è difficile da rimuovere per la risposta immunitaria del paziente alla terapia antibiotica. Facendo parte della flora della cute e delle mucose possono penetrarvi appena queste vengono perforate. Insieme a Staphylococcus epidermidis è la principale causa di endocardite su protesi valvolare.